# Октябрь 2008 года

Список событий октября 2008 года.

## События
- 1 октября
  - Посол Сомали заявил о том, что его страна предоставляет право России входить в прибрежные воды страны для борьбы с пиратами. В связи с тем, что на борту захваченного пиратами судна «Фаина» находятся российские граждане, в акваторию Красного моря идёт российский сторожевик «Неустрашимый»[1].
  - Четыре взрыва произошли с интервалом в полтора часа в оживленных местах города Агарталы — административного центра индийского штата Трипура[2].
  - Американские сенаторы одобрили соглашение о сотрудничестве между США и Индией в области мирного атома. Ранее документ был одобрен палатой представителей конгресса. Теперь законопроект отправляется на подпись президенту США Джорджу Бушу[3].
  - Министр финансов Швеции Андерс Борг обрушился с резкой критикой на культуру «алчности», иллюстрируемой американскими финансовыми учреждениями, и её ролью в ускорении текущего финансового кризиса[4].
  - Миссия военных наблюдателей Евросоюза приступила к мониторингу территорий, граничащих с конфликтными зонами в Грузии[5].
  - Обрушение школы в Оренбургской области. Погибли 5 одиннадцатиклассниц, рабочий и 3 школьницы пострадали.
- 2 октября
  - Федеральный политсовет партии «Союз правых сил» принял решение о самороспуске в ноябре 2008 года[6].
  - В калининградском аэропорту «Храброво» совершил экстренную посадку пассажирский самолет Boeing-737 авиакомпании «КД-Авиа», летевший из Барселоны[7].
  - НАСА объявило о продлении до 30 сентября 2010 года контракта с компанией Boeing, которая занимается инженерной поддержкой американского сегмента МКС[8].
  - В Калифорнии найдены обломки самолёта, на котором, предположительно, находился пропавший миллионер и путешественник Стив Фоссетт[9].
- 3 октября
  - Американский Конгресс принял доработанный план Полсона. Следом пакет экстренных мер по стабилизации фондового рынка подписал президент США Джордж Буш[10].
  - В результате теракта в Цхинвали погибли 11 человек[11].
  - Греция присоединилась к Ирландии в мерах по страхованию всех банковских вкладов[12].
  - По техническим причинам были вынуждены приостановить работу фондовые биржи РТС и ММВБ[13].
  - Закончилась активная эксплуатация атомного ледокола «Арктика», первого судна, достигшего Северного полюса[14].
- 4 октября
  - В результате операции американских войск в Ираке уничтожен террорист, командир Аль-Каиды Махир Ахмад Махмуд аль-Зубайди[15].
  - В связи с разрывом дипломатических отношений между Тбилиси и Москвой интересы России в Грузии будет представлять Швейцария[16].
  - На глубине 590 метров шахты «Дуванная» Луганской области произошел взрыв метана[17].
- 5 октября
  - Консорциум коммерческих банков и правительство Германии согласовали экстренное выделение 50 миллиардов евро для спасения банка Hypo Real Estate Group, одного из крупнейших ипотечных банков страны[18].
  - Представитель главной оппозиционной партии Таиланда Апирак Косайодин был переизбран на пост мэра Бангкока[19].
  - Президент Пакистана Асиф Али Зардари заявил о том, что Индия никогда не представляла угрозы для Пакистана и что боевики в находящемся под контролем Индии Кашмире являются «террористами»[20].
  - Землетрясение в Кыргызстане[21][22].
- 6 октября
  - Нобелевская премия по физиологии и медицине присуждена Харальду Хаузену за открытие вирусов, вызывающих рак шейки матки, а также учёным Франсуазе Барре-Синусси и Люку Монтанье за открытие ВИЧ[23].
  - ВВС Турции нанесли удары по курдским сепаратистам в Ираке[24].
  - Межпланетный зонд MESSENGER совершил второй пролёт близ Меркурия[25].
  - Резкий обвал ведущих российских индексов ММВБ и РТС[26].
- 7 октября
  - Метеорит 2008 TC3 стал первым метеоритом, чьё падение на Землю астрономы смогли заблаговременно предсказать[27].
  - Согласно опросам общественного мнения, проводимых Gallup[28], CNN и Hotline, кандидат в президенты США Барак Обама опережает Джона Маккейна на 9 %[29][30].
  - Лауреатами Нобелевской премии по физике 2008 года стали японцы Макото Кобаяси, Тосихидэ Маскава и Йоитиро Намбу.
  - На 77-й Генеральной ассамблее Интерпола в Санкт-Петербурге было принято решение о включении Ватикана в эту организацию. Таким образом Ватикан стал 187 членом Интерпола[31].
  - В непальском королевстве Мустанг упразднена монархия[32].
  - Мировой финансово-экономический кризис
    - Россия согласилась предоставить Исландии кредит на 4 миллиарда евро[33].
    - Власти Исландии национализировали второй по величине в стране банк Landsbanki во избежание дальнейшего развития финансового кризиса[34].

  - Инцидент с A330 над Индийским океаном, 119 пострадавших.
- 8 октября
  - Политический кризис на Украине (2008)
    - Ющенко распустил Раду и назначил новые выборы на 7 декабря 2008 года.

  - Нобелевскую премию по химии 2008 года разделили трое американских учёных — Осаму Симомура, Мартин Чалфи и Роджер Тсьен за открытие и развитие зелёного флуоресцентного белка (GFP).
  - На Мальдивских островах прошли первые в истории государства демократические выборы. В выборах участвуют шесть претендентов, в том числе и нынешний президент Момун Абдул Гаюм[35].
  - Экономический кризис в России: учитывая продолжающееся падение технического индекса на биржах ММВБ и РТС, ФСФР приостановила торги акциями до 10 октября, либо до своего специального разрешения[36].
  - Мировой финансово-экономический кризис: Главные финансовые институты США, Канады, Китая, Великобритании, Швеции и Швейцарии скоординированно снизили учётную ставку[37].
- 9 октября
  - Черногория и Македония признали независимость Косово[38].
  - На заседании совета глав МИД СНГ было принято техническое решение о прекращении членства Грузии в Содружестве в соответствии с её заявкой[39].
  - По данным южнокорейской разведки, КНДР запретила судам появляться в одном из районов Жёлтого моря из-за предполагаемого запуска 10 ракет[40].
  - Шведская академия объявила очередного лауреата Нобелевской премии по литературе, им стал Жан-Мари Гюстав ле Клезио с формулировкой «автор новых направлений, поэтических приключений и чувствительного экстаза, исследователь человечности за пределами царствующей цивилизации»[41].
  - Экономический кризис в России: фондовая биржа ММВБ приостановила торги акциями до 13 октября либо до специального распоряжения ФСФР из-за роста технического индекса более чем на 10 %[42].
- 10 октября
  - Правительство Перу ушло в отставку в связи с громким нефтяным скандалом[43].
  - В результате ДТП погиб советский и российский лыжник, олимпийский чемпион Алексей Прокуроров[44].
  - Северная Корея полностью закрыла доступ инспекторам МАГАТЭ на все объекты в научно-исследовательском центре в Йонбёне[45].
  - Нобелевскую премию мира получил финн Мартти Ахтисаари. Премия присуждена «за многолетние усилия в разрешении международных конфликтов».
- 11 октября
  - В Пензе открыт первый в России и мире памятник великому русскому историку Василию Ключевскому[46].
  - Государственный департамент США вычеркнул Северную Корею из списка государств — пособников терроризма[47].
  - Землетрясение в Чечне ощущалось также в Дагестане, Ингушетии, Северной Осетии, Армении, Грузии.
- 12 октября
  - Премьер-министр Австралии Кевин Радд сообщил, что правительство Австралии выступает гарантом по всем банковским вкладам в финансовых организациях страны[48].
  - Боксёр Виталий Кличко, почётный чемпион мира по версии WBC после трёхлетнего перерыва вернул себе чемпионский пояс, победив в Берлине Сэмюэля Питера[49].
  - Шестой Единый день голосования. Выборы в Кемеровской области , Сахалинской области, Иркутской области , Забайкальском крае и Чечне. Участвуют ЕР, КПРФ, ЛДПР, ср. Завершение формирования парламентов субъектов РФ по пропорциональной системе (партии).
  - Корабль «Союз ТМА-13» стартовал с космодрома Байконур.
- 13 октября
  - Евросоюз временно отменил запрет на въезд для президента Белоруссии Александра Лукашенко и 35 других белорусских чиновников[50].
  - Палата лордов британского парламента отвергла предложенную правительством поправку, ужесточающую антитеррористическое законодательство[51].
  - Губернатор Калифорнии Арнольд Шварценеггер объявил чрезвычайное положение в Лос-Анджелесе и Вентуре из-за лесных пожаров[52].
  - ФРС США одобрила поглощение банка Wachovia со стороны компании Wells Fargo[53].
  - Умер 19-летний хоккеист Алексей Черепанов.
  - Умер актёр Гийом Депардье.
  - Очередным лауреатом Экономической премии 2008 года памяти Альфреда Нобеля стал Пол Кругман за «анализ структуры торговли и локацию экономической активности»[54].
- 14 октября
  - Президент Перу Алан Гарсия принял присягу у своего нового правительства, которое возглавит независимый политик левого толка Еуде Симон. Предыдущий глава правительства Хорхе дель Кастильо подал в отставку из-за громкого коррупционного скандала[55].
  - В канадских парламентских выборах одержала победу правящая Консервативная партия, возглавляемая действующим премьер-министром Стивеном Харпером[56].
  - Таиланд и Камбоджа вступили в перестрелку на таиландско-камбоджийской границе в районе спорного храма Прэахвихеа. Правительство Таиланда объявило об эвакуации своих граждан из соседней Камбоджи в связи с резким обострением двусторонних отношений[57].
  - Индийский писатель Аравинд Адига получил Букеровскую премию 2008 года за свой дебютный роман «Белый тигр»[58].
  - ОАЭ признали независимость Косово[59].
  - В Канаде начались досрочные парламентские выборы[60].
- 15 октября
  - В Азербайджане прошли президентские выборы[61], победителем которых стал Ильхам Алиев[62].
  - По заявлению Международного морского бюро сомалийские пираты захватили в Аденском заливе филиппинское судно (флаг Панама)[63].
  - Команда «Филадельфия Филлис» победила «Лос-Анджелес Доджерс» в рамках пятого полуфинального матча MLB по бейсболу со счётом 1:5. Тем самым команда впервые с 1993 года станет участником Мировой серии[64].
- 16 октября
  - Большинство американцев (58 процентов против 31) отдали победу на прошедших дебатах Бараку Обаме[65].
  - Михаил Горбачёв присоединился к 32 тысячам человек, которые поддержали обращение к президенту Медведеву с призывом помиловать экс-юриста ЮКОСа Светлану Бахмину[66].
  - Коллегия Читинского облсуда отклонила жалобу адвокатов Ходорковского на отказ в его УДО[67].
  - Московская межбанковская валютная биржа приостановила торги на фондовом рынке на час из-за падения технического индекса более чем на пять процентов[68].
- 17 октября
  - Новыми непостоянными членами Совета безопасности ООН с 1 января 2009 года стали Япония, Австрия, Мексика, Турция и Уганда[69].
  - В Грозном открыта самая большая мечеть в Европе[70].
  - Глава Международного валютного фонда Доминик Стросс-Кан заявил о готовности помочь Украине, Венгрии и ряду других стран избежать развития ситуации по сценарию Исландии, где произошло крушение банков[71].
- 18 октября
  - Президент США Джордж Буш в ходе встречи с президентом Франции Николя Саркози и главой Еврокомиссии Жозе Мануэлем Баррозу, объявил о планах проведения саммита, посвящённого поиску путей выхода из мирового финансового кризиса[72].
  - Эксперимент Миллера — Юри, по химическому зарождению жизни, оказался успешнее, чем предполагалось по итогам его проведения в 1953 году. Современные методы исследования позволили найти не пять, а все 22 аминокислоты в химической посуде, запечатанной учёным Стэнли Миллером многие десятилетия назад[73].
  - В Ингушетии завершилась контртеррористическая операция[74].
  - Франк-Вальтер Штайнмайер стал кандидатом на пост главы правительства Германии от социал-демократов[75].
  - Китайские власти признали ответственность правительства за «меламиновый» скандал[76].
- 19 октября
  - Семнадцатый этап чемпионата мира в классе Формулы-1 выиграл Льюис Хэмилтон[77].
  - Боевики движения «Талибан» совершили нападение на два пассажирских автобуса в провинции Кандагар, погибло не менее 30 мирных жителей[78].
  - Колин Пауэлл, республиканец и генерал в отставке, служивший первым государственным секретарем при Джордже Буше, поддержал в качестве кандидата в президенты США демократа Барака Обаму[79].
  - Обрушился строящийся мост на востоке Нью-Дели, свыше 20 человек ранено[80].
- 20 октября
  - Вооружённые силы Шри-Ланки захватили контроль над ключевой стратегической деревней повстанческого движения «Тигры освобождения Тамил Илама»[81].
  - Президент Украины издал указ о переносе даты выборов на 14 декабря[82].
- 21 октября
  - Казахстан вывел свои войска из Ирака[83].
  - Прошла церемония официального открытия Большого адронного коллайдера[84].
  - В Эквадоре вступила в силу новая конституция[85].
  - Россия, Иран и Катар договорились о проведении регулярных встреч «большой газовой тройки» для обсуждения важнейших вопросов развития газового рынка[86].
  - После 60-летнего перерыва открылась торговая дорога между индийским штатом Джамму и Кашмир и частью Кашмира, контролируемой Пакистаном[87].
  - Мировой финансово-экономический кризис:
    - Министр финансов РФ Алексей Кудрин заявил, что Россия предоставит Белоруссии кредит на 2 миллиарда долларов[88].
    - Крупнейший банк Исландии Kaupþing (Kaupthing), национализированный в начале октября, не смог выплатить проценты держателям облигаций из Японии[89].
- 22 октября
  - В Канаде заработал самый мощный в мире микроскоп[90].
  - Парламент Южной Осетии утвердил в должности премьер-министра Южной Осетии Асланбека Булацева[91].
  - С космодрома на острове Шрихарикота (штат Андхра-Прадеш) запущен первый в истории Индии искусственный спутник Луны «Чандраян-1»[92].
- 23 октября
  - Правительство США объявило о введении санкций в отношении российского спецэкспортера «Рособоронэкспорта» и ещё 12 компаний и организаций из других стран за нарушение американского Акта о предотвращении распространения оружия массового поражения в Иран, Сирию и КНДР[93].
  - Власти Китая осудили решение Европейского парламента присудить премию Андрея Сахарова за 2008 год китайскому диссиденту Ху Дзя, осуждённому на родине за подрывную деятельность[94].
  - В результате взрыва автомобиля в столице Хорватии Загребе погиб Иво Пуканич, совладелец еженедельной газеты Nacional, известной журналистскими расследованиями фактов коррупции и нарушений прав человека[95].
  - Европейский парламент признал голод на Украине (1932—1933) преступлением против человечества и принял соответствующую резолюцию[96].
- 24 октября
  - Космический корабль «Союз ТМА-12» с космонавтами Сергеем Волковым, Олегом Кононенко и Ричардом Гэрриоттом на борту совершил мягкую посадку на территории Казахстана[97].
  - Биржи РТС и ММВБ приостановили торги на фондовом рынке на час в связи с резким падением котировок[98].
  - На экстренной встрече ОПЕК в Вене было принято решение сократить добычу на полтора миллиона баррелей в день, чтобы остановить падение цен на нефть[99].
- 25 октября
  - Сильное наводнение в Йемене унесло жизни свыше 80 человек[100].
  - В возрасте 66 лет скончался известный советский, азербайджанский и российский певец Муслим Магомаев[101].
  - Албания и Хорватия вступили в НАТО[102].
  - Абхазия заявила об обстреле пограничного поста в Гальском районе со стороны грузинского села Ганмухури Зугдидского района[103].
- 26 октября
  - В Ирландии разбился самолёт[104].
  - Военные вертолёты США высадили десант в Сирии[105].
  - В Ингушетии совершено покушение на замминистра экономики Арсамака Зязикова[106].
  - Под Казанью разбился вертолёт Ми-8[107].
  - Министр иностранных дел Израиля Ципи Ливни объявила о необходимости проведения внеочередных парламентских выборов в стране[108].
  - В Литве начался второй тур очередных парламентских выборов[109].
- 27 октября
  - Россия ратифицировала соглашение с Республикой Беларусь об обеспечении равных прав граждан Российской Федерации и Республики Беларусь на свободу передвижения, выбор места пребывания и жительства на территориях государств-участников союзного государства[110].
  - С помощью телескопа Спитцер в системе Эпсилон Эридана были открыты два пояса астероидов[111][112].
  - В Литве сформирован сейм нового созыва[113].
  - Депутаты парламента Белоруссии избрали нового спикера, им стал Владимир Андрейченко[114].
  - Президент Грузии Михаил Саакашвили отправил в отставку Владимира Гургенидзе и заявил о решении назначить новым премьер-министром страны Григола Мгалоблишвили[115].
  - Украинскому Кировограду решено вернуть его историческое имя. На заседании городского совета было принято решение о переименовании Кировограда в Елисаветград, город святой Елизаветы, матери Иоанна Крестителя[116].
  - Из-за обвала российского фондового индекса ММВК на 73 процента в 2008 году российские акции признаны самыми дешёвыми в мире[117].
- 28 октября
  - Польша вывела свои войска из Ирака[118].
  - Астрономами обнаружена самая лёгкая и разнесенная двойная звезда 2M0126AB[укр.]: два красных карлика, вращающихся вокруг общего центра массы, разделены расстоянием примерно 750 миллиардов километров — что в пять тысяч раз больше расстояния от Земли до Солнца[119].
  - Премьер-министром Азербайджана вновь избран Артур Расизаде[120].
  - Командующий миротворческими силами ООН в ДР Конго, генерал-лейтенант Висенте Диас-де-Вильегас подал в отставку из-за серьёзного ухудшения ситуации на востоке страны, где учреждения ООН подверглись вооружённым нападениям[121][122].
- 29 октября
  - Великому Новгороду присвоено звание «Город воинской славы»[123].
  - Индийский гроссмейстер Вишванатан Ананд удержал титул чемпиона мира по шахматам, обыграв Владимира Крамника в Матче за звание чемпиона мира по шахматам в Бонне[124].
  - Датская компания-авиадискаунтер Sterling Airlines заявила о своём банкротстве, отменив все запланированные рейсы[125].
  - Первым народно избранным президентом Мальдив стал Мохамед Нашид[126].
  - В Пакистане произошло землетрясение силой 6,4 балла, жертвами которого стали более ста человек[127][128].
  - Стало известно, что Президент Российской Федерации Дмитрий Медведев выступит с Посланием Федеральному Собранию 5 ноября[129].
- 30 октября
  - Президент Медведев подписал указ о досрочном прекращении полномочий президента Ингушетии Мурата Зязикова (по собственному желанию). Отставка была встречена ликованием. Временно и. о. назначен Герой Российской Федерации Юнус-бек Евкуров[130][131].
  - В Берлине закрыли старейший аэропорт страны — Темпельхоф[132].
  - В Бутане появилась первая ежедневная газета[133].
  - Умер известный советский футболист Валентин Бубукин[134].
  - В индийском штате Ассам произошла серия взрывов, погибло по меньшей мере 40 человек, ранено 140[135].
  - Венесуэла запустила свой первый спутник связи «Симон Боливар»[136].
  - Сретенский мужской монастырь возвращается в исторические границы: решение о реконструкции принял общественный градостроительный совет при мэре Москвы[137].
  - Дмитрову и Великим Лукам также присвоено звание «Город воинской славы»[138].
- 31 октября
  - Коллаборация CDF совершила открытие в области физики высоких энергий: были зарегистрированы аномальные мюонные струи в протон-антипротонных столкновениях, что совершенно не укладывается в рамки существующей Стандартной модели[139][140][141].
  - Малайзия признала независимость Косово[142].
  - Юнус-Бек Евкуров утверждён президентом Ингушетии[143]. Он уже принял присягу и официально вступил в свою должность[144].
  - Социальная сеть «Одноклассники» начала взимать плату за регистрацию[145].
  - Отдел изучения климата университета Восточной Англии получил убедительные доказательства влияния человека на изменение климата в Антарктиде[146].
  - В Израиле наложен арест на земли, принадлежащие Русской православной церкви, и началось судебное разбирательство[147].
  - Сатоси Накамото опубликовал концепцию децентрализованной платежной системы Биткоин, что положило начало развитию криптовалют.